# 李蟠
李蟠（1655年—1728年），字仙李，号根菴。江蘇徐州府丰县（今江苏徐州市丰县）人。

## 生平
李蟠身材高大，食量驚人，早年喜玩鷂鷹，後摔死鷂鷹，從此發憤苦讀，读书可一目十行。
康熙二十九年（1690年）中举人。
康熙三十六年（1697年）殿试，戰爭應考時深夜四更时交卷，一口氣吃了三十六個饽饽。同榜探花姜宸英做詩調侃他：“望重彭城郡，名高進士科。儀容好絳勃，刀筆似蕭何。木下還生子，蟲邊還出番。一般難學處，三十六餑餑”。殿試一甲第一名（狀元），授职翰林院修撰，纂修《大清一統志》，并为侍讀。
康熙三十八年（1699年），任顺天乡试主考官，姜宸英任副考官，事後傳聞作弊，士子愤怒，文揭贴遍京城，士子编造歌谣“老姜全无辣味，小李大有甜头”，御史鹿祐彈劾之。康熙帝令将李蟠、姜宸英入狱，姜宸英死獄中，李蟠被流放沈阳，永不叙用。三年后，李蟠被赦返里。康熙帝在南巡时，还欲起用李蟠，但李蟠無意再仕，作罷。
雍正六年（1728年）四月初一逝世，终年七十四岁，埋葬于徐州城南焦山东麓。
著有《偶然集》和《根菴文集》，大多失佚。今人有《李蟠诗文集》印行。

## 家族
祖籍河北真定（今正定），缺世自至正年问迁来徐州。祖父李向陽，是明代天啟年間的舉人，父亲李弇，是南明的拔贡。